# Razrednik
Razrednik je u hrvatskom obrazovnom sustavu voditelj razrednog odjela u osnovnoj školi od 5. do 8. razreda i u srednjoj školi. Od 1. do 4. razreda osnovne škole sve predmete osim stranog jezika i vjeronauka te glazbene kulture (u 4. razredu) predaje učitelj/učiteljica razredne nastave koji/koja je samim tim i razrednik. Poslovi i djelokrug rada razrednika određeni su Zakonom o odgoju i obrazovanju u osnovnoj i srednjoj školi  (NN, br. 87/08), Kolektivnim ugovorom za zaposlenike u osnovnoškolskim i srednjoškolskim ustanovama i Pravilnikom o načinu praćenja i ocjenjivanja učenika u osnovnoj i srednjoj školi. Svaka škola u skladu sa Zakonom o odgoju i obrazovanju donosi Statut škole, Pravilnik o pedagoškim mjerama, Pravilnik o pedagoškoj dokumentaciji,  Pravilnik o polaganju popravnih ispita i druge akte u kojima je djelatnost razrednika pobliže određena. 

## Poslovi razrednika
Razrednik:
- planira i programira te provedi plan i program rada razrednoga odjela na satu razrednika u sklopu redovne nastave,

- sudjeluje u provedbi programa profesionalnoga informiranja i usmjeravanja učenika,

- brine o učeničkoj prehrani, zdravstvenoj i socijalnoj skrbi učenika te o poduci plivanja (u osnovnoj školi),

- surađuje s roditeljima (saziva roditeljske sastanke, predavanja za roditelje, pojedinačne razgovore) te ih informira o ocjenama i vladanju njihove djece

- brine o podmirenju učeničkih obveza,

- saziva i vodi sjednicu Razrednog vijeća razrednog odjela kojemu je razrednik

- vodi pedagošku dokumentaciju (matična knjiga, e-matica, imenik, dnevnik) te ispisuje izvješća o uspjehu i svjedodžbe,

- organizira i provodi učeničke izlete i ekskurzije,

- izriče pedagoške mjere u skladu sa Zakonom o odgoju i obrazovanju u osnovnoj i srednjoj školi i Pravilnikom o pedagoškim mjerama i drugim podzakonskim aktima i pravilnicima (pohvalu i opomenu)

- utvrđuje ocjenu iz vladanja za svakog pojedinog učenika u razrednom odjelu kojemu je razrednik koju upisuje u svjedodžbu

- obavlja druge poslove vezane uz razredni odjel (rješava izostanke učenika s nastave koje opravdava ili ne opravdava itd.)

## Ostalo
Razrednika imenuje ravnatelj škole u pravilu između jednog od učitelja odnosno nastavnika koji predaju u dotičnom razrednom odjelu. Razredništvo se računa kao dva sata neposrednog odgojno-obrazovnog rada s učenicima što znači da razrednik ima dva sata nastave manje. Škola nije samo obrazovna, nego i odgojna ustanova tako da je primarna uloga razrednika odgojna pri čemu nikada ne treba smetnuti s uma da primarnu odgojnu funkciju djeteta imaju roditelji što je njihovo pravo i obveza prema članku 63 Ustava Republike Hrvatske i Konvenciji Ujedinjenih naroda o pravima djeteta.

## Vanjske poveznice
- Zakon o odgoju i obrazovanju u osnovnoj i srednjoj školi  Arhivirana inačica izvorne stranice od 30. listopada 2020. (Wayback Machine)